# Kristian Birkeland
Kristian Olaf Bernhard Birkeland (Kristiania (Oslo), 1867. december 13. – Tokió, 1917. június 15.) norvég fizikus, kutató, 1898-tól az Oslói Egyetem tanszékvezető tanára. Az elektromágneses jelenségek, a földmágnesség és a plazma (ionizált gáz) kisülések kutatója. Ő mutatta ki, hogy a sarki fény (aurora borealis) forrása a Napból érkező töltött részecskék árama. A sarki fény keletkezését saját tervezésű elektromágneses készülékkel modellezte, amelynek légüres terében gömb alakú elektromágnessel katódsugarakat (elektron-áramlást) keltett. Sikeres nitrogén műtrágya-gyártó ipari technológiát fejlesztett ki, mellyel vagyont szerzett. Hét alkalommal jelölték fizikai Nobel-díjra, de magát a kitüntetést nem kapta meg.

## Életpályája

### Ifjúkora, tanulmányai
Kristian Birkeland Kristianiában (a mai Oslóban) jött a világra, szüleinek második gyermekeként. Édesapja Reinert Birkeland (1838–1899), édesanyja született Ingeborg Ege (1842–1913) volt. Egyik unokafivére volt Richard Birkeland (1879–1928), neves matematikus, a Szent Olaf-rend és a Nansen-díj kitüntetettje.
Iskolai tanulmányait szülővárosában végezte, 1871-től a Királyi Frigyes Egyetemen (Kongelige Fredriks Universitet, a mai Oslói Egyetemen kémiát, matematikát és fizikát tanult. 1893–1895 között Németországban, Svájcban és Franciaországban képezte magát tovább. (A párizsi École Polytechnique-ben Henri Poincaré tanítványa volt). Miután visszatért Norvégiába, 1896-ban a Norvég Tudományos Akadémia tagjává fogadták. 29 évesen ő volt a testület addigi történetében a legfiatalabb tag.

### Kutató és felfedező
Az 1890-es évek közepétől Birkeland intenzíven dolgozott a sarki fény természetének felderítésén. Azt a koncepciót állította fel, hogy a Napból érkező, elektromos töltést hordozó elemi részecskék – elektronok – a földi atmoszféra felső rétegeiben világító hatást gerjesztenek. Ebben az időben a napszél jelenségét még nem ismerték, ezért Birkeland elméletében sokan kételkedtek.
A földmágnesség és a sarki fény tanulmányozására Birkeland több téli kutatóexpedíciót is szervezett Észak-Norvégiába, a északi sarkkörön túli vidékekre. A hideg sarki éjszakában mozgó és dolgozó kutatóknak rendkívüli nehézségeket kellett leküzdeniük. Az első kutatócsoport, amelyet Birkeland 1897 februárjában személyesen vezetett a messzi északra, az Északi-fok (Nordkapp) körzetébe, kis híján odaveszett. Igen erős hóviharba kerültek, a szél ereje miatt a szabadba csak lehorgonyzott kötéllel biztosítva léphettek ki. Ennek ellenére megfeszített munkával felépítettek egy földmágnesség-mérő állomást. A földi mágneses mező változásait, kilengéseit az iránytűvel együtt elforduló tükörrel mérték, amely fénysugarat bocsátott egy fényérzékeny íróhengerre.
1898-ban a kristianiai Királyi Frigyes Egyetem (a mai Oslói Egyetemen) tanszékvezető tanári kinevezést kapott.

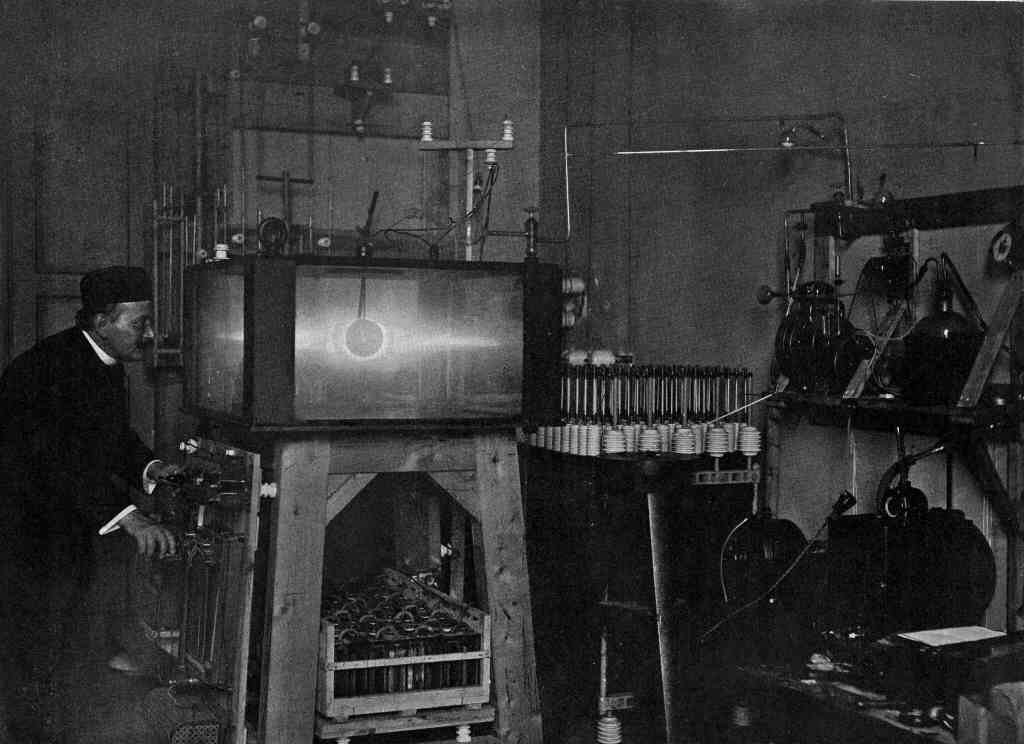
Birkeland a „Terrella” kísérleti berendezéssel

1899-ben Birkeland az észak-norvégiai Alta közelében, az 1149 m magas Haldde hegy csúcsán sarki fény-megfigyelő állomást épített. A következő években további obszervatóriumok építését szervezte meg Észak-Skandinávia egymástól távoli területein. 1902–1903-tól már négy hasonló obszervatórium működött egymással szoros együttműködésben, Halddén kívül Izlandon, Novaja Zemlja szigetén és a Spitzbergákhoz tartozó Akseløya szigeten.
A röntgensugárzás felfedezése nyomán Birkeland egyetemi kísérleti laboratóriumában vizsgálta a mágneses tér hatását a katódsugarak terjedésére légüres térben. Légritkított térbe helyezett, gömb alakú elektromágnessel modellezte a Földet. A kísérleti berendezést „Terrella” névre keresztelte. Töltést hordozó elemi részecskék (elektronok) áramát hozta létre a mágneses pólusok között, hoznia és a sarki fényhez hasonló mesterséges fényjelenségeket figyelt meg. Kísérletei megerősítették feltevését, mely szerint a Nap felszínén látható napfoltokból elektron-áramlás indul a Föld felé, amelyet a Föld mágneses mezeje eltérít a sarkvidékek felé. A sarki fényt a légkör felső rétegébe – a magnetoszférába – ütköző elektron-áramlás kelti. Birkeland elmélete a sarki fény természetéről gyakorlatilag megegyezik a manapság (21. század elején) általánosan elfogadott tudományos koncepcióval. A korabeli tudomány azonban még sokáig (Birkeland életében, és halálát három évtizedben) kétségbe vonta a mágneses erővonalak mentén kialakuló elektromos áramok létezését. Az 1960-as években, hosszú vitákat követően, miután az első űrszondák mérései is igazolták Birkeland elképzelésének helyességét, ezeket a jelenségeket felfedezőjükről Birkeland-áramoknak nevezték el.

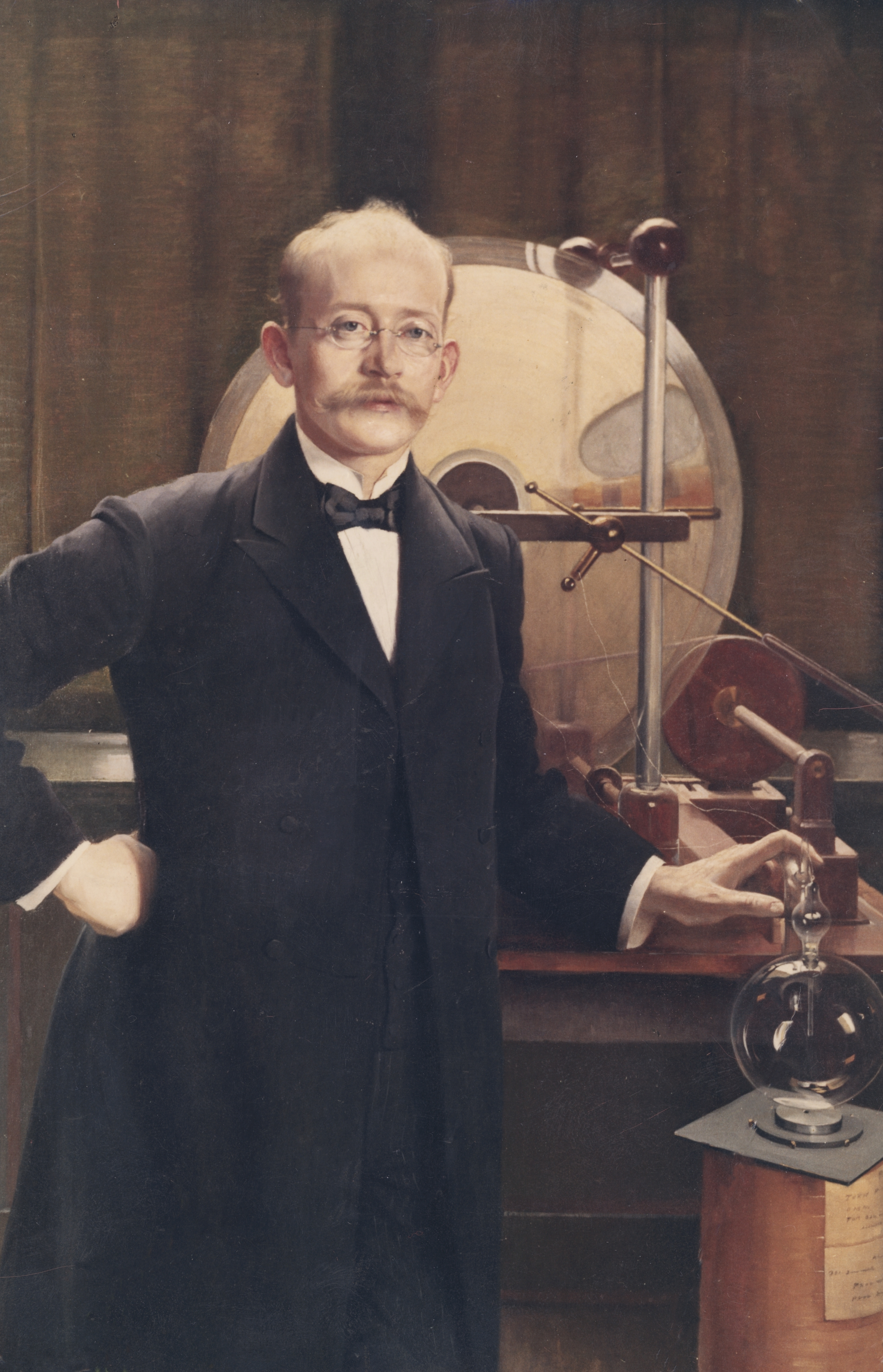
Birkeland professzor (Asta Norregaard festménye, 1900)
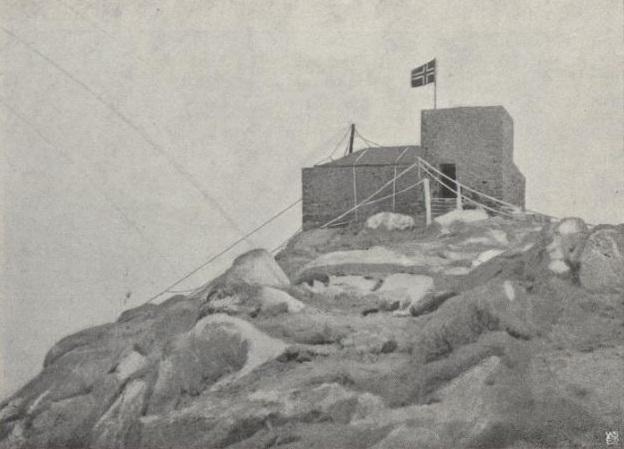
A Halde-csúcsi obszervatórium, 1900 k.
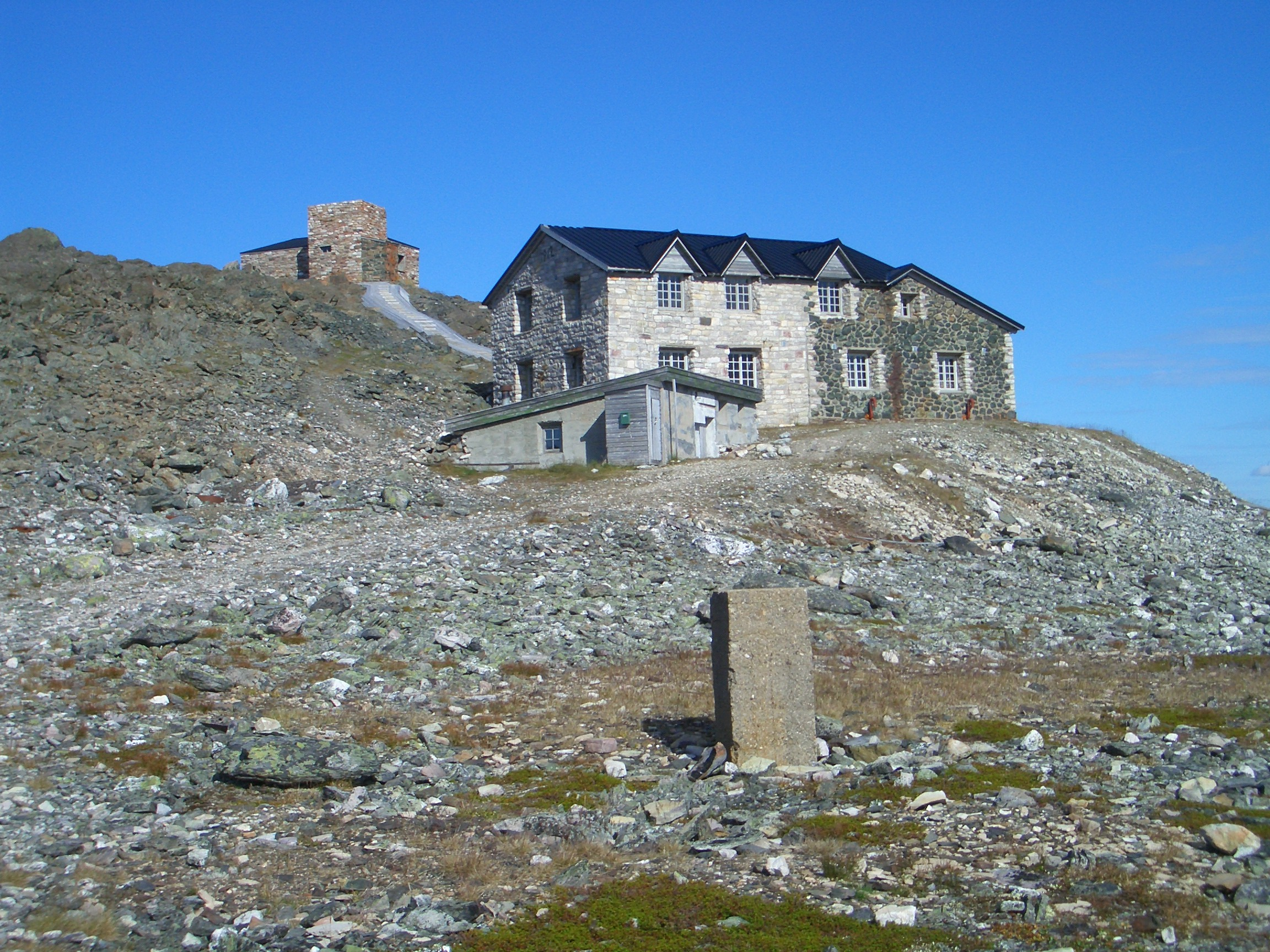
A Halde-csúcsi obszervatórium, 2006.
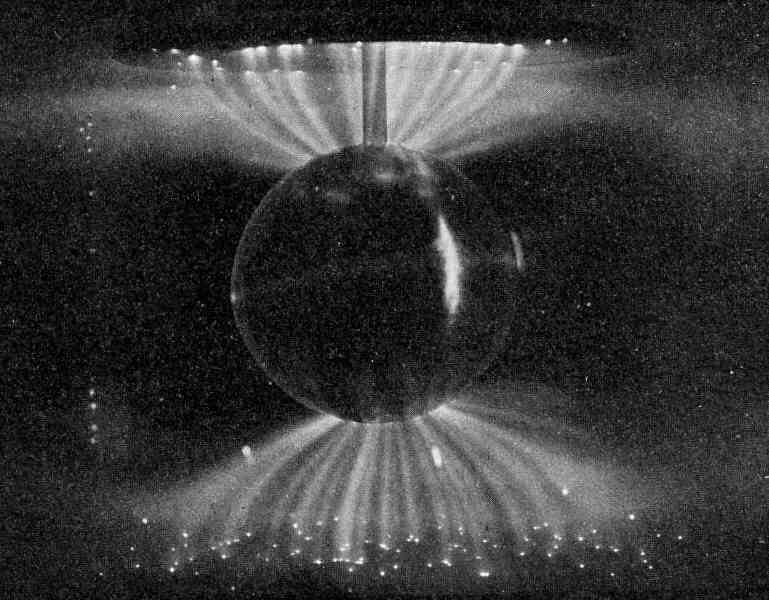
Birkeland gömbmágnese

### Üzletember

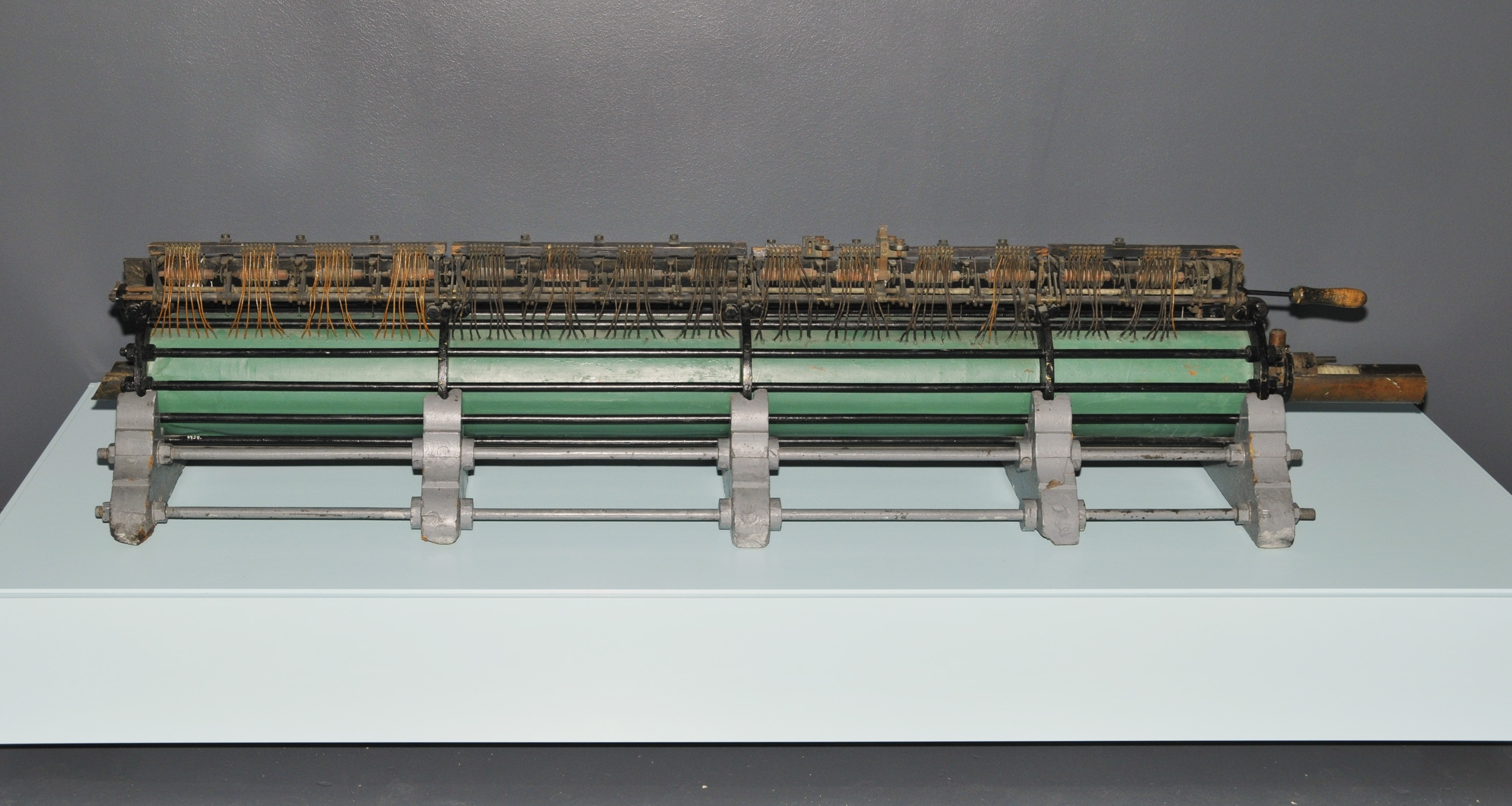
Birkeland elektromágneses ágyúja, 1902.

Birkeland kutatásainak finanszírozása nagy nehézségekbe ütközött, ezért pénzszerzés céljából gyakorlati, technológiai fejlesztésekkel is megpróbálkozott. Számos szabadalmat jegyeztetett be (összesen 59-et). 1903-ban elektromágneses ágyút tervezett, és befektetők segítségével tűzfegyvergyárat alapított. Az ágyú prototípusai elkészültek, de a mágnestekercsek nem tudták produkálni a lövedék elvárt torkolati sebességét. A legnagyobb teljesítményű ágyú is csak 100 m/s torkolati sebességre volt képes, a tervezett 600 m/s helyett, emiatt lőtávolsága csupán 1 km volt. Birkeland ekkor „torpedóvetőnek” keresztelte át termékét, és látványos bemutatón keresett vevőt az egész üzemre. Az első bemutatón az ágyú mágnestekercsében rövidzárlat keletkezett, hatalmas szikrát vetve, felcsapó lángot és fülsiketítő csattanást okozva. Senki sem sérült meg, a kilőtt lövedék pontosan célba talált, az ágyú hibáját kijavították, és újabb bemutatókat terveztek.

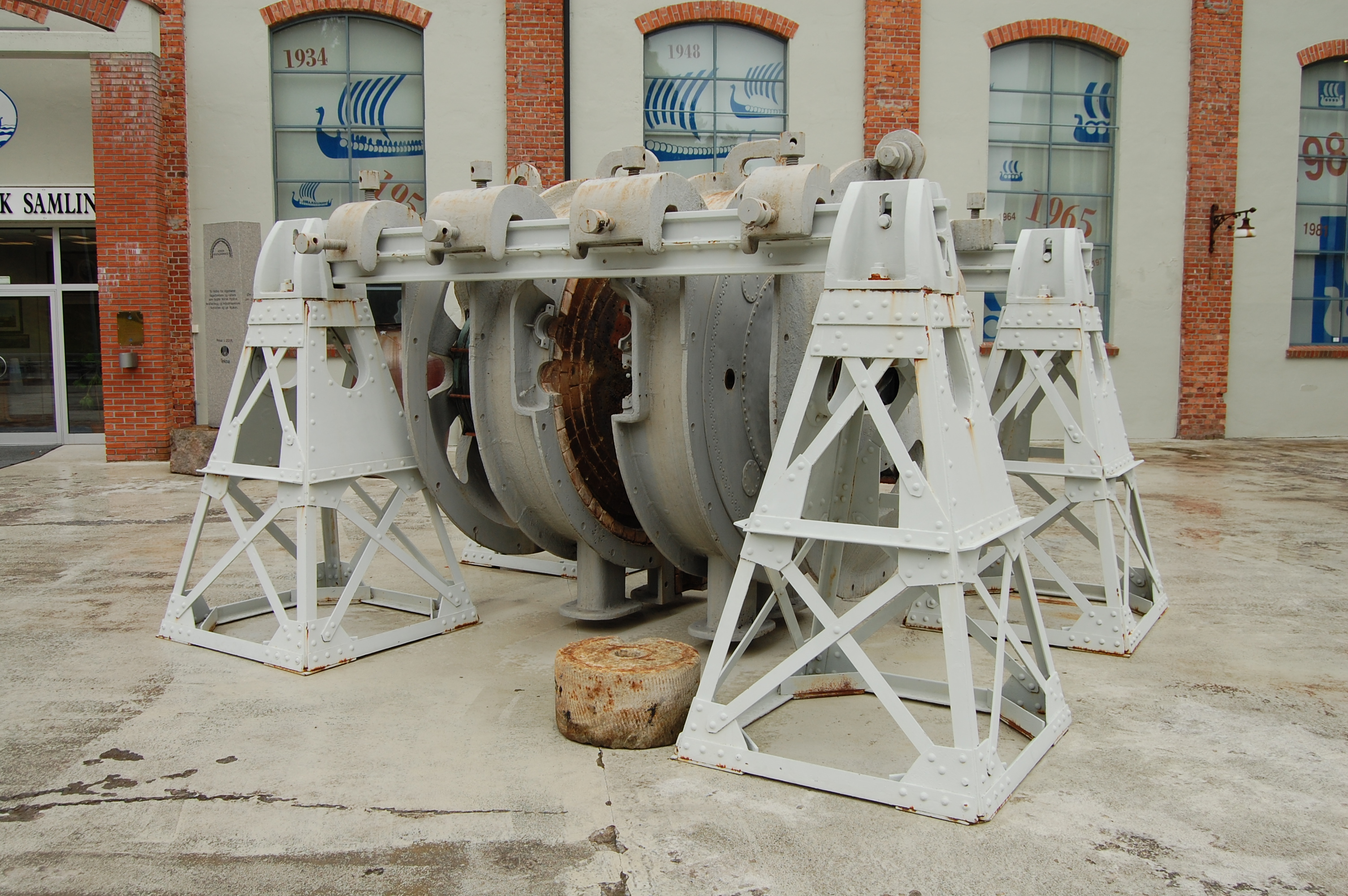
A Birkeland–Eyde-féle elektromos ívkemence (1905-ből)

Röviddel az első, kudarcos ágyúbemutató után Birkeland egy társaságban megismerkedett Sam Eyde (1866–1940) mérnökkel, ipari vállalkozóval, akitől megtudta, hogy a műtrágyák előállításához a vegyipar olyan berendezést keres, amely igen nagy energiájú elektromos kisülést (ívet) tud produkálni, a légköri nitrogén molekulák kötésének megbontásához és nitrogén-oxidokká alakításához, azaz a nitrogénfixáláshoz. Birkeland, a tudós és Eyde, a mérnök gyümölcsöző együttműködést alakított ki. Megterveztek és elkészítettek egy elektromos ívkemencét, melynek prototípusát hamarosan követte a nagyiparban gazdaságosan használható változat. 1905. december 2-án megalapították a Norsk Hydro vállalatot, melynek első telephelye a dél-norvégiai Telemark megyében, Notodden községben épült fel, ezt további üzemek építése követte. A Birkeland által kifejlesztett ún. Birkeland–Eyde-eljárásban a légköri nitrogént elektromos ív segítségével oxidálták, ennek révén mesterséges salétromot és szervetlen talajjavító tápsókat állítottak elő. A gyártáshoz szükséges elektromos energiát vízerőműből nyerték. Birkeland, mint társtulajdonos jelentős jövedelmet élvezett az üzem hasznából, tehetős emberré vált. Pénzének java részét saját egyetemi laboratóriumának és sarkvidéki kutató expedícióinak finanszírozására használta. Az igen magas energiafogyasztású Birkeland–Eyde-eljárást idő múltával gazdaságosabb módszerek váltották fel. Az 1910-es évektől Norvégiában is fokozatosan áttértek a Haber–Bosch-eljárásra és az Ostwald-eljárásra.

### Házassága

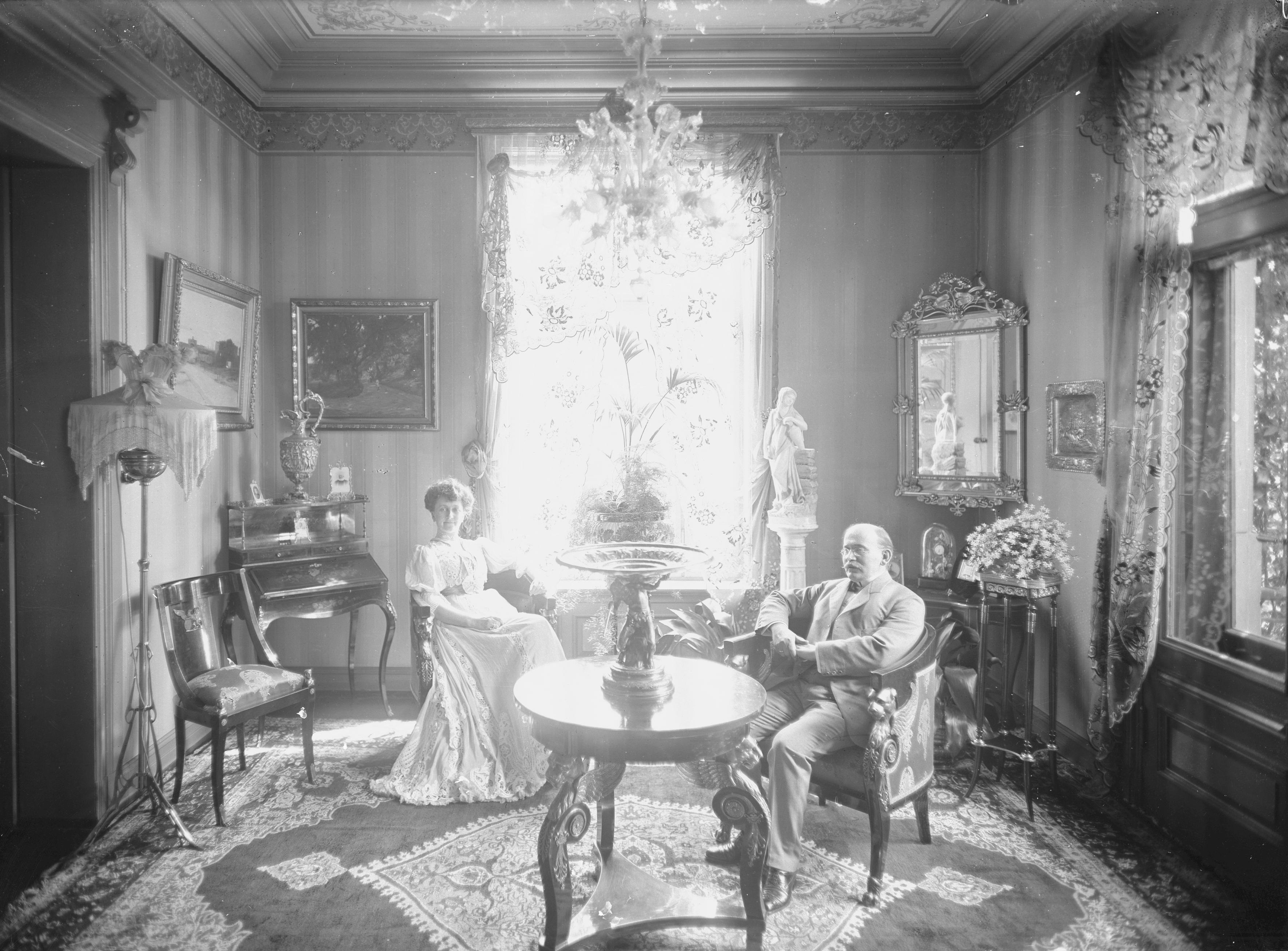
A Birkeland házaspár otthon

1905-ben feleségül vette Ida Charlotte Hammert, de a házasság gyermektelen maradt, és 1911-ben válással végződött.

### Utolsó évei
Tudományos feljegyzéseit és közleményeit legtöbbször franciául írta. 1908-ban a Drezdai Műszaki főiskola díszdoktorává választotta. Élete folyamán hét alkalommal jelölték fizikai Nobel-díjra, de mindegyik kezdeményezés meghiúsult, mert Birkeland befolyásos üzlettársa, Sam Eyde ragaszkodott ahhoz, hogy csak ketten megosztva kaphatják a díjat.
1910 után Birkeland kutatói aktivitása hosszú időre jelentősen alábbhagyott. Ennek pontos magyarázata nem ismert. Egy lehetséges ok egy higanymérgezés, amelyet a „Terrella”-kísérletek folyamán szedett össze. Más forrás szerint egy veszett kutya harapásából szerzett fertőzés, amelyből Birkeland csak nehezen épült fel. Felgyógyulása után folytatta kutatóútjait, járt Jordániában, Japánban, Indiában. 1914–1917 között hosszú időt töltött Egyiptomban, ahol saját obszervatóriumát működtette.
A sokoldalú érdeklődésű Birkelandot beválasztották a parapszichológiai jelenségeket kutató norvégiai tudományos társaság (NSFPS) ellenőrző testületébe. Az egyesület kísérleti szeánszaira rendszeresen meghívták a kor ismert médiumait, halottlátóit, asztaltáncoltatóit. Egy ilyen szeánsz alkalmával (1912-ben) a nemzetközi hírnévnek örvendő Etta Wriedt szellemidéző asszonyt hívták meg Detroitból, akinek specialitása a túlvilági zajokat közvetítő „lélek-kürt” volt. Birkeland megszakította a szeánszot, magához ragadta a „kürtöt”, és a jelenlévők előtt leleplezte a csalást. A túlvilági zúgásokat és dörrenéseket valójában az eszközbe előzőleg titokban bekészített kálium és víz kémiai kölcsönhatása produkálta. Wriedt asszonyt szélhámosnak nyilvánították. Feljegyezték Birkeland epés kifakadását, melyet az eset kapcsán tett: „Alapvetően ellenzem a boszorkányégetést, de Mrs. Wriedt-et helyénvaló lenne részeltetni egy ilyenben.”
1916-ban Birkeland elsőként feltételezte, hogy a később napszélnek elnevezett jelenség ugyanúgy viselkedik, ahogy minden töltéshordozó részecske az elektromágneses térben. „Fizikai szempontból nézve igen valószínű, hogy a napsugárzás nem kizárólag pozitív, sem kizárólag negatív természetű sugárzásból áll, hanem mindkét fajtából”, írta Birkeland. A napszél tehát egyaránt hordoz negatív töltésű elektronokat és pozitív töltésű ionokat is.

### Halála
1917-ben Kairóból haza akart térni Norvégiába, de a háború miatt a szokásos hajóút Nagy-Britannián keresztül kockázatos volt. Ezért a Közel-Keleten és a transzszibériai vasúton Japánba utazott, hogy onnan hajóval térjen haza. 1917. április 3-án érkezett Tokióba. Meglátogatta tudós kollégáját, Terada Torahiko fizikaprofesszort (1878–1935) a Tokiói Császári Egyetemen. Előadásokat tartott az északi fénnyel kapcsolatos tudományos kutatásairól.
Álmatlanság ellen hosszú időn át barbiturátot szedett (korabeli márkanevén Veronált). A tartós gyógyszerszedés megtámadta idegrendszerét. Birkeland súlyosbodó mentális zavaroktól szenvedett. A mellette dolgozó japán fizikusok, Nagaoka Hantaro (1865–1950) és Aikitsu Tanakadate (1856–1952) lelassultnak és apatikusnak találták. Június 15-én reggel Birkelandot holtan találták szállodai szobájában, a tokiói Seiyoken Hotelben. A boncolás megállapította, hogy halálának éjszakáján 10 gramm Veronált vett be, a szokásos 0.5 gramm helyett. Halálát a túlzott mennyiségű altató (barbiturát) és alkohol együttes elfogyasztása okozta.
Halálának mélyebb okait nem tisztázták. A vizsgálat során Birkeland ágya mellett megtalálták revolverét is, ebből több életrajzírója az öngyilkosság lehetőségét sem zárja ki.
Testét a világháború befejezése után hazaszállították Norvégiába. 1919. szeptember 22-én a kristianai egyetem saját halottjaként temettette el a kristianiai Vestre Gravlund temetőben.

## Harc Birkeland tudományos öröksége körül
A Föld mágneses erővonalai mentén kialakuló elemi részecskék áramlásának 1908-ban Kristian Birkeland és 1939-ben Hannes Alfvén által kidolgozott elméletét a nemzetközi tudomány sokáig visszautasította. Legfőbb ellenzője Sydney Chapman (1888–1970) brit matematikus és geofizikus volt, aki saját alternatív elméletét védelmezve egészen az 1940-es évekig komolytalan sarlatánságnak minősítette és minden tudományos fórumon nyíltan igyekezett nevetségessé tenni Birkeland személyét és fizikai kutatásait, majd amikor a későbbi tudományos felfedezések az utóbbit igazolták, Chapman kisajátította és saját tudományos eredményeként kezdte hirdetni Birkeland munkásságát.
A Föld sarkvidékei fölött létrejövő Birkeland-áramok létezését és természetét az 1950-es évek végén felküldött űrszondák mérései véglegesen igazolták. Az áramok statisztikai eloszlását mutató teljes körű térképet 1974-ben A.J. Zmuda és J.C. Armstrong készítették el, ezt 1976-ban T. Iijima és 1978-ban T.A. Potemra egészítették ki.

## Emlékezete

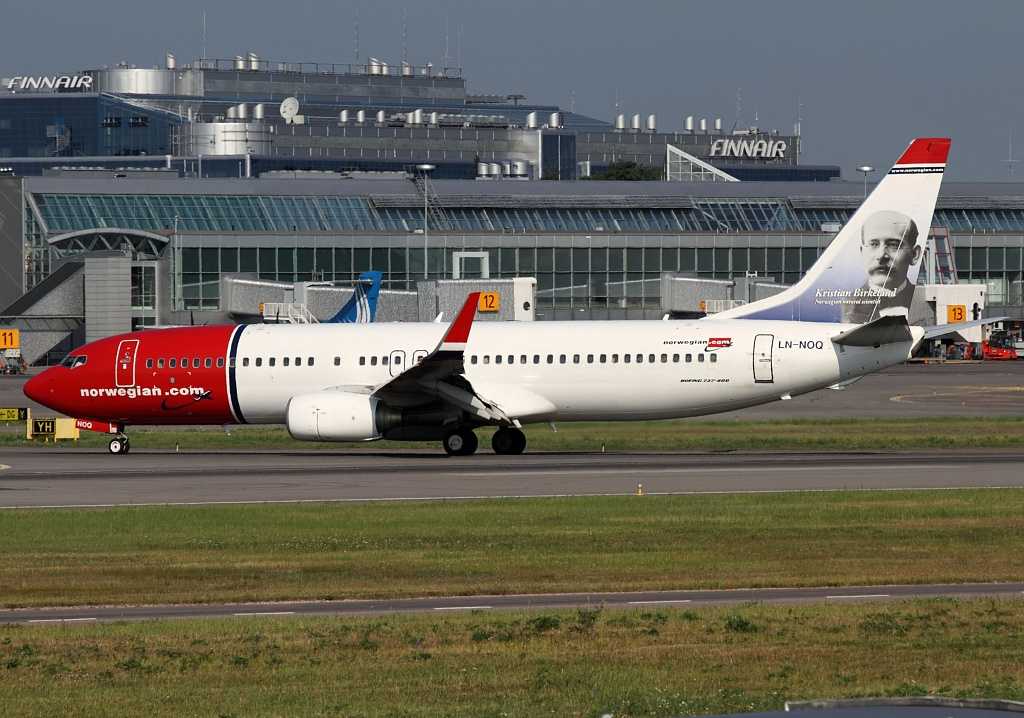
Arcképe a norvég légitársaság gépén

- Birkeland arcképe látható a Norvég Bank (Norges Bank) által 1994-ben kibocsátott 200 koronás bankjegyen. A grafika a Földet modellező „Terrella” kísérlet mágneses gömbjét mutatja a vákuumkamrában. A bankjegy hátoldalán a Birkeland saját rajzának mása látható, amelyeket a később Birkeland-áramoknak nevezett jelenségről készített, az 1902–1903-as norvég sarkköri expedícióról kiadott könyvében.
- Az ő nevét kapta az 1994. január 16-án Eric Walter Elst és Christian Pollas által felfedezett 16674 Birkeland (1994 BK3) aszteroida.[17]
- Nevét viseli egy, a Hold túlsó oldalán fekvő kráter.[18]
- 2017-ben a norvégiai Yara International tengerhajózási vállalat megrendelte a világ első önjáró konténerszállító hajóját a Marin Tekknik hajógyártól. Az épülő hajó neve MV Yara Birkeland(wd).[19] A tervek szerint 2020-ben szolgálatba állítják a norvégiai Herøya, Brevik és Larvik kikötők között, és 2021-től teljesen önjáróan fog közlekedni.[20]

## Művei
- Kristian Birkeland. The Norwegian aurora polaris Expedition 1902–1903 (2 kötetben) (PDF/EPub), 1 (angol nyelven), Christiania: Aschehoug (1908, 1913). Hozzáférés ideje: 2018. május 28.

## Kapcsolódó információk
- 119124521 dokumentumai a Német Nemzeti Könyvtár (DNB) állományában Kristian Birkeland a Német Nemzeti Könyvtár (DNB) katalógusában
- Alv Egeland (2009). „Kristian Birkeland. The First Space Scientist” (angol nyelven) (PDF). Journal of Atmospheric and Solar-Terrestrial Physics Band 71, 1749–1755. o. [2017. december 13-i dátummal az eredetiből archiválva]. (Hozzáférés: 2018. június 18.)
- Alv Egeland (1989. április 1.). „Birkeland’s electromagnetic gun: a historical review” (angol nyelven). IEEE Transactions on Plasma Science Band 17, 73–82. o. DOI:10.1109/27.24611.
- Alv Egeland, E. Leer (1986. december 1.). „Professor Kr. Birkeland: His Life and Work” (angol nyelven). IEEE Transactions on Plasma Science Band 14, 666–677. o. DOI:10.1109/TPS.1986.4316617.
- Trygve Holtebekk: Kristian Birkeland. In: Norsk biografisk leksikon (norvég nyelven). nbl.snl.no. (Hozzáférés: 2018. május 28.)
- Kristina Birkeland (életrajzi szócikk) (angol nyelven). plasma-universe.com. (Hozzáférés: 2018. május 27.)